# Cumella bahamensis
Cumella bahamensis är en kräftdjursart som beskrevs av Petrescu och Thomas M. Iliffe 1995. Cumella bahamensis ingår i släktet Cumella och familjen Nannastacidae. Inga underarter finns listade i Catalogue of Life.